# Старин
Старин (хрв. Starin) је насељено место у општини Чађавица, Вировитичко-подравска жупанија, Хрватска.

## Историја
До територијалне реорганизације у Хрватској био је у саставу старе општине Подравска Слатина.

## Становништво
У попису становништва из 2011. године, Старин је имао 80 становника.
| Број становника према пописима | Број становника према пописима | Број становника према пописима | Број становника према пописима | Број становника према пописима | Број становника према пописима | Број становника према пописима | Број становника према пописима | Број становника према пописима | Број становника према пописима | Број становника према пописима | Број становника према пописима | Број становника према пописима | Број становника према пописима | Број становника према пописима | Број становника према пописима |
| ------------------------------ | ------------------------------ | ------------------------------ | ------------------------------ | ------------------------------ | ------------------------------ | ------------------------------ | ------------------------------ | ------------------------------ | ------------------------------ | ------------------------------ | ------------------------------ | ------------------------------ | ------------------------------ | ------------------------------ | ------------------------------ |
| 1857                           | 1869                           | 1880                           | 1890                           | 1900                           | 1910                           | 1921                           | 1931                           | 1948                           | 1953                           | 1961                           | 1971                           | 1981                           | 1991                           | 2001                           | 2011                           |
| 153                            | 143                            | 182                            | 199                            | 411                            | 437                            | 310                            | 335                            | 239                            | 235                            | 209                            | 203                            | 141                            | 111                            | 103                            | 80                             |

### Попис1991.
У попису становништва из 1991. године, Старин је имао 111 становника, следећег националног састава:
| Попис 1991.‍  | Попис 1991.‍  | Попис 1991.‍ | Попис 1991.‍ | Попис 1991.‍ |
| ------------ | ------------ | ----------- | ----------- | ----------- |
|              |              |             |             |             |
| Хрвати       | Хрвати       |             | 87          | 78,37%      |
| Срби         | Срби         |             | 15          | 13,51%      |
| Југословени  | Југословени  |             | 3           | 2,70%       |
| Мађари       | Мађари       |             | 3           | 2,70%       |
| неопредељени | неопредељени |             | 2           | 1,80%       |
| непознато    | непознато    |             | 1           | 0,90%       |
| укупно: 111  |              |             |             |             |

### Попис1910.
| Старин | Старин |
| --- | --- |
| језик | вера |
| укупно: 437 Мађарски 169 (38,67%) Српски 70 (16,01%) Хрватски 33 (7,55%) Словачки 5 (1,14%) Немачки 3 (0,68%) Словеначки 2 (0,45%) остали 155 (35,46%) | <div style="border:solid transparent;position:absolute;width:100px;line-height:0;<div style="border:solid transparent;position:absolute;width:100px;line-height:0;<div style="border:solid transparent;position:absolute;width:100px;line-height:0;<div style="border:solid transparent;position:absolute;width:100px;line-height:0; укупно: 437 Римокатолици 287 (65,67%) Православци 144 (32,95%) Калвинисти 6 (1,37%) - (-%) |